# You've got a friend

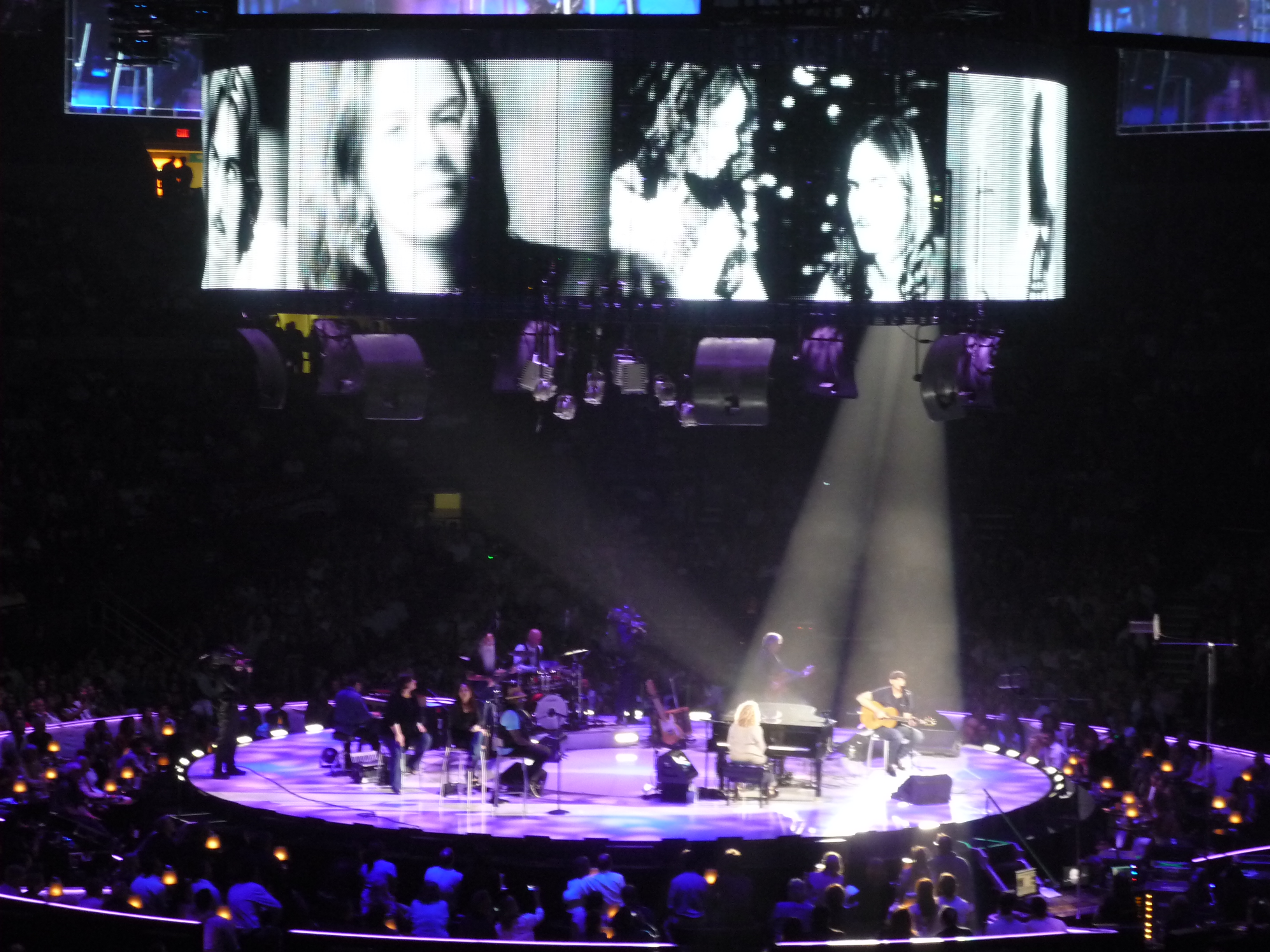
Carole King en James Taylor zingen You've got a friend

"You've got a friend" is een nummer uit 1971, geschreven door Carole King, dat staat op haar lp/cd Tapestry. Het was meteen een grote hit en won in 1971 de Grammy Award voor Song of the Year.
James Taylor nam "You've got a friend" op voor zijn album Mud Slide Slim and the Blue Horizon uit 1971. Hij scoorde er wereldwijd een enorme hit mee.
Het nummer is in 1971 ook opgenomen door Dusty Springfield. Het nummer was bedoeld voor haar derde album, maar door een breuk met haar platenmaatschappij Atlantic Records werd dit album nooit uitgebracht. In 1999 verscheen deze versie alsnog op de luxe heruitgave van Dusty in Memphis.
In de Nederlandse Top 40 bereikte het nummer zijn grootste succes in 1995, in een uitvoering door René Froger, Ruth Jacott en Marco Borsato. Het haalde toen de derde plaats. De versie van James Taylor kwam destijds in 1971 niet verder dan de twintigste plaats.

## Cover-versies
Vele artiesten namen "You've got a friend" op. Hier een (onvolledige) lijst:
- Willeke Alberti - Iemand die van je houdt (1977)
- Lynn Anderson - How can I Unlove You (1971)
- Angelo & Veronica - Angelo & Veronica
- LaVern Baker - Woke Up This Mornin'
- Bob Belden - Tapestry
- Acker Bilk - All The Hits Plus More (2004)
- The Brand New Heavies - Shelter (1997)
- The Blind Boys of Alabama - Bridge Over Troubled Water
- Petula Clark - Live in London (1974)
- Jimmy Cliff - Humanitarian
- Jim Cole - An Evening in Cincinnati
- Billy Crawford - Billy Crawford (Japanse uitgave)
- Skeeter Davis - Love Takes A Lot Of My Time
- Xavier Davis - The Dance of Life
- Céline Dion - VH1 Divas Live
- Adina Edwards - Don't Forget to Remember
- Ella Fitzgerald - Ella in London
- Roberta Flack - Heavy Soul en Roberta Flack & Donny Hathaway
- René Froger (met Ruth Jacott en Marco Borsato) - Live in concert (single) (1995)
- Alex de Grassi - Alex de Grassi's Interpretation of James Taylor
- Al Green - Soul Survivor
- Scott Grimes - Scott Grimes (1989)
- Common Ground - Fire & Rain
- Ofra Haza - Ofra Haza (1997)
- Hermes House Band - The Album (2000)
- The Housemartins - Now That's What I Call Quite Good'
- Javine Hylton - Don't Walk Away/You've Got A Friend (single). Deze versie is ook gebruikt voor de film "Garfield The Movie"
- Michael Jackson - Got to Be There
- Tom Jones - ...Sings the Ballads
- Anita Kerr - Daytime Nighttime
- Labelle - Labelle
- Russell Malone - Playground
- Mantovani - Magical Moods of Mantovani
- Eric Marienthal - Got You Covered
- Johnny Mathis - You've Got a Friend (1971)
- Miki Matsubara - Blue Eyes
- McFly - All About You/You've Got a Friend (single) (2005)
- Me First and the Gimme Gimmes - Turn Japanese
- Mina (Io ti amavo quando...) - Cinquemilaquarantatre (1972)
- Anne Murray - Talk It Over in The Morning
- Peter Nero - Peter Nero's Greatest Hits
- Vincent Price in een aflevering van The Muppet Show
- Cliff Richard - Wanted
- Barbra Streisand - Barbra Joan Streisand
- Andy Williams - You've Got a Friend (1971)
- Don Williams - You've Got a Friend (2004)
- Winnie the Pooh - Winnie The Pooh - Friends Forever
- Barbra Windsor - You've Got a Friend (1999)
- Alessandra Amoroso - Amici (18 februari 2009)
- Mnozil Brass - What are you going to do the rest of your life (2009)
- Casa Mendoza - Casa Mendoza (2010)
- Donny Hathaway and Roberta Flack - You've got a friend (1971)
- Ronald Isley and Aretha Franklin - You've got a friend (2010)

## NPO Radio 2 Top 2000
| Nummers met noteringen in de NPO Radio 2 Top 2000 | '99 | '00  | '01 | '02 | '03 | '04 | '05 | '06 | '07 | '08 | '09 | '10 | '11 | '12 | '13 | '14 | '15 | '16  | '17 | '18  | '19  | '20  | '21  | '22  | '23  | '24  |
| ------------------------------------------------- | --- | ---- | --- | --- | --- | --- | --- | --- | --- | --- | --- | --- | --- | --- | --- | --- | --- | ---- | --- | ---- | ---- | ---- | ---- | ---- | ---- | ---- |
| You've got a friend (Carole King)                 | 450 | 582  | 444 | 505 | 487 | 367 | 536 | 456 | 454 | 438 | 550 | 484 | 608 | 702 | 734 | 638 | 742 | 674  | 795 | 903  | 968  | 997  | 1000 | 1086 | 1112 | 1115 |
| You've got a friend (James Taylor)                | 678 | 1128 | 734 | 583 | 636 | 617 | 647 | 444 | 626 | 564 | 592 | 504 | 718 | 699 | 694 | 607 | 671 | 1010 | 930 | 1225 | 1162 | 1242 | 1439 | 1599 | 1637 | 1838 |

1. ↑  Een vetgedrukt getal geeft de hoogste notering van een nummer aan.